# جنبش مبارزه عربی برای آزادی اهواز
جنبش مبارزه عربی برای آزادی اهواز (عربی: حركة النضال العربي لتحرير الأحواز) یا الاحوازیه، گروه مسلح تجزیه‌طلب است که خواهان جدایی منطقه‌ای که این گروه، الاحواز می‌نامد، از ایران است. طبق نقشه‌های منتشر شده از سوی این گروه، این منطقه مورد ادعا شامل جنوب استان ایلام، استان خوزستان، استان بوشهر، غرب استان هرمزگان، بخشی از جنوب استان فارس و بخشی از استان‌های چهارمحال و بختیاری و کهگیلویه و بویراحمد است.
این گروه از سوی حکومت ایران به عنوان گروه تروریستی به علت حمله به رژه نظامی در اهواز که به کشته و زخمی شدن زنان و کودکان و افراد غیرنظامی شد طبقه‌بندی شده است.
در بهمن ماه سال ۱۳۹۸، چهار تن از اعضای این گروه در دانمارک و هلند به اتهام جاسوسی برای عربستان و برنامه‌ریزی برای یک یا چند حمله تروریستی در ایران دستگیر شدند.

## پیشینهٔ فعالیت‌های مسلحانه
به ادعای تابناک «بمب‌گذاری در فرمانداری اهواز، سازمان مدیریت و برنامه‌ریزی، سازمان مسکن و شهرسازی، شرکت طرح توسعه نیشکر خوزستان، چاه شماره ۱۷۹ نفت، دو محل از خطوط لوله ورودی و خروجی منتهی به چاه ۱۷۹، خطوط لوله نفت آبادان به ترتیب در دهم شهریور ۱۳۸۴ و ۷ آبان ۱۳۸۴»، به نوشتهٔ شرق انفجار دو بمب در روز بیست و سوم مهر ماه سال ۱۳۸۳ در خیابان نادری و کشته شدن شش شهروند اهوازی و طبق نوشتهٔ ایسنا حمله به یک کلانتری در اهواز در اردیبهشت ۱۳۹۶ و کشته شدن دو نفر از کارکنان کلانتری (گرچه مقامات در اخبار اولیه مسئولیت آن را مستقیماً متوجه گروه «الاحوازیه» ندانستند اما آن را اقدام تروریستی از طرف «گروه‌های جدایی‌طلب» عنوان کردند) از جمله فعالیت‌های این گروه بوده است.

## حمله اهواز
صبح ۳۱ شهریور ۱۳۹۷ در جریان برگزاری رژه نیروهای مسلح در اهواز، در پی حمله تروریستی، چند فرد مسلح مراسم رژه را به رگبار بستند. تعداد کشته شدگان ۲۵ نفر و مجروحان این حادثه بین ۶۵ تا ۷۰ نفر اعلام شد.
این حادثه حدود ساعت ۹ صبح توسط ۴ نفر که سلاح‌های خود را از قبل در محل رژه مخفی کرده بودند رخ داد. در این حمله، حین اجرای رژه نیروهای مسلح در بلوار قدس اهواز افرادی با لباس مبدل سپاه و بسیج از پشت جایگاه مسوولان به سمت مسوولان و مردم حاضر در محل تیراندازی کردند که در این اقدام تعدادی از مردم کشته یا زخمی شدند.
گروه‌های وابسته به الاحوازیه با نشر پوستری مسئولیت حمله به رژه اهواز را بر عهده گرفتند.

## دستگیری اعضا در هلند و دانمارک
سرویس امنیتی دانمارک روز دوشنبه ۱۴ بهمن ۱۳۹۸ برابر با ۳ فوریه ۲۰۲۰ اعلام کرد که سه ایرانی عضو «جنبش عربی آزادی‌بخش الاحواز» را پس از مدتی تحت نظر داشتن به اتهام جاسوسی برای سرویس اطلاعاتی عربستان سعودی دستگیر کرده است. به گزارش آسوشیتد پرس، رئیس سرویس امنیت دانمارک روز دوشنبه در یک کنفرانس خبری در کپنهاگ گفت که افراد دستگیر شده از سال ۲۰۱۲ برای شش سال برای عربستان سعودی جاسوسی می‌کردند.
روزنامه هلندی «آلخمین داخ‌بلاد» (AD) نیز، روز دوشنبه ۱۴ بهمن به نقل از بیانیه دادستانی هلند نوشت، یک مرد ۴۰ ساله ایرانی عضو گروه الاحوازیه و از گردانندگان فرستنده تلویزیونی این گروه را در شهر «دِلفت» به اتهام برنامه‌ریزی برای عملیات مسلحانه در ایران و عضویت در گروه تروریستی بازداشت کرده است. تحقیقات قضایی دربارهٔ این شخص در ژانویه امسال با اطلاعات سازمان امنیت و اطلاعات هلند آ.ای.و. د (AIVD) انجام شد. نتیجه تحقیقات نشان می‌دهد مرد دستگیر شده همراه افراد دیگری در حال برنامه‌ریزی یک یا چند حمله تروریستی در ایران بوده‌اند.

## سرنوشت رهبران

### احمد نیسی
روز ۱۷ آبان‌ماه ۱۳۹۶ احمد نیسی در مقابل محل زندگی‌اش در شهر لاهه ترور گردید. بنا بر گفته فعالان اهوازی و برخی رسانه‌ها ردپای جمهوری اسلامی ایران در این ترور مشاهده می‌شود.

### حبیب اسیود
حبیب اسیود، از رهبران پیشین این گروه در آبان ۱۳۹۹ در ترکیه ربوده و به ایران منتقل شد و در نهایت، طبق اعلام قوهٔ قضاییه جمهوری اسلامی، پس از برگزاری دادگاه و صدور رأی در ۲۱ اسفند ۱۴۰۱، به جرم افساد فی‌الارض از طریق تشکیل، اداره و سرکردگی گروه باغی به نام حرکة النضال و طراحی و اجرای عملیات‌های تروریستی در استان خوزستان در تاریخ ۱۶ اردیبهشت ۱۴۰۲ اعدام گردید.